# 삼성 레벨
삼성 레벨은 삼성전자가 판매하는 오디오 기기 브랜드이다. 2014년 4월 29일 싱가포르에서 처음 공개하였다. 레벨은 헤드폰 타입의 '레벨 오버(Over)'를 비롯해 '레벨 온(On)', 이어폰 타입의 '레벨 인(In)', 스피커 타입의 '레벨 박스(Box)'등 총 4종으로 구성돼 있다.